# Huracà Donna
Huracà Donna va ser un huracà de tipus cap Verd que es va formar durant la temporada d'huracans de l'Atlàntic de 1960. Donna va sobrepassar per les illes de Sotavent, Puerto Rico, Hispaniola, Cuba, Bahames i tots els estats de la costa est dels Estats Units. L'huracà Dona és l'huracà format a l'Atlàntic que més temps va mantenir l'estatus de gran huracà (categoria 3 o superior en l'escala d'huracans de Saffir-Simpson). Durant nou dies, del 2 a l'11 de setembre, Donna va generar vents sostinguts màxims d'almenys 185 km/h. Des que va esdevenir una depressió tropical fins que va desaparèixer després d'esdevenir una tempesta extratropical, Donna va romandre durant un total de 17 dies, des del 29 d'agost fins al 14 de setembre. Mentrestant creuava l'Atlàntic, Donna va assolir la categoria 5 durant un breu espai de temps.